# Braffais
Braffais – miejscowość i dawna gmina we Francji, w regionie Normandia, w departamencie Manche. W 2013 roku jej populacja wynosiła 194 mieszkańców. 
W dniu 1 stycznia 2016 roku z połączenia trzech ówczesnych gmin – Braffais, Plomb oraz Sainte-Pience – utworzono nową gminę Le Parc. Siedzibą gminy została miejscowość Sainte-Pience. 